# Kleines Degenhorn
Das Kleine Degenhorn ist ein 2849 m ü. A. hoher Berggipfel der Villgratner Berge an der Grenze zwischen den Gemeinden Innervillgraten im Südwesten und Außervillgraten im Norden und Osten (Osttirol, Österreich).

## Lage
Das Kleine Degenhorn liegt im Norden der Villgratner Berge. Der Gipfel befindet sich etwas entfernt bzw. südöstlich des zentralen Hauptkamms. Vom Großen Degenhorn (2946 m ü. A.) am zentralen Hauptkamm führt dessen Südostgrat zum Kleinen Degenhorn und fällt in der Folge nach Süden über die Kleine Arnlenke (2733 m ü. A.) und die Trogschneide mit der Trojer Spitze  (2775 m ü. A.) zur Arntaler Lenke (2655 m ü. A.) ab. Auf die Arntaler Lenke folgt im Südosten die Kugelwand (2803 m ü. A.). Im Kessel nördlich des Kleinen Degenhorns befindet sich der Deggenhornsee, südwestlich liegt das Quellgebiet des Arntalbachs, östlich entspringt der Schrentebach, ein Quellbach des Winkeltalbachs.

## Anstiegsmöglichkeiten
Das Kleine Degenhorn wird zumeist als Zwischenstation auf das Große Degenhorn begangen. Der kürzeste Weg ist hierbei von Norden bei Benützung der Lifte des Skizentrum St. Jakob in Defereggen möglich. Der Weg führt hier von der Bergstation Mooseralm unterhalb des Großen Leppleskofel, der Hochleitenspitze und des Wagenstein in die Ochsenlenke und danach rund um den Degenhornsee auf das Kleine Degenhorn. Parallel führt von Nordwesten ein Wanderweg durch das Tal des Brugger Almbachs. Dieser Wanderweg führt vom Ortsteil Lacken an den Steilstufen des Brugger Almbachs vorbei in dessen Tal zur Brugger Alm und weiter zur Ochsenlenke. Von Osten ist der Anstieg auf das Degenhorn aus dem Tal des Winkeltalbachs möglich. Der Aufstieg erfolgt hier über die Volkzeiner Hütte, die Volkzeinalm und die Heinkaralm über Steilstufen in den Schrentenbachboden und über weitere Steilstufen in ein kleines Hochkar mit Tümpeln. Von hier aus erreicht man die Ochsenlenke und kann wiederum auf dem Nordrücken auf das Kleine Degenhorn zum Gipfel aufsteigen. Der Aufstieg von Südwesten erfolgt über das Tal des Stallerbachs und des Arntals vorbei an Unterstalleralm und Oberstalleralm. Beim Garten zweigt in der Folge der Weg nach Nordwesten über Wiesen und Schutthänge zum Großen Degenhorn ab und führt weiter auf das Kleine Degenhorn.
Neben den markierten Wegen ist auch der Anstieg durch das Arntal bis zur Arntaler Lenke möglich und danach unmarkiert die Überschreitung der Trojer Spitze und danach der Anstieg auf dem Südgrat des Kleinen Degenhorns möglich (I).